# 김현민 (1987년)
김현민(한국 한자: 金賢民, 1987년 7월 16일 ~ )은 대한민국의축구 선수이며, 포지션은 공격수이다.